# Sedición
La sedición, según el Diccionario de la Real Academia Española, es un "alzamiento colectivo y violento contra la autoridad, el orden público o la disciplina militar, sin llegar a la gravedad de la rebelión", que se distingue por tener la intención de derrocar a los poderes del Estado.
En otras palabras es una conducta abierta, como el discurso y la organización, que tiende a la insurrección contra el orden establecido. La sedición a menudo incluye la subversión de una constitución y la incitación al descontento o la resistencia contra la autoridad establecida. La sedición puede incluir cualquier conmoción, aunque no tiene como objetivo la violencia directa y abierta contra las leyes.[cita requerida]
Por lo general, la sedición no se considera un acto subversivo, y los actos abiertos que pueden ser procesados bajo las leyes de sedición varían de un código legal a otro. Donde se ha rastreado la historia de estos códigos legales, también hay un registro del cambio en la definición de los elementos que constituyen la sedición en ciertos momentos de la historia. Esta visión general también ha servido para desarrollar una definición sociológica de sedición, dentro del estudio de la persecución estatal.
En muchos países la sedición es considerada un delito castigado por el Código Penal, y a veces también por el Código de justicia militar, estrechamente relacionado con los delitos de rebelión, traición y motín. La tipificación penal de la sedición varía de país en país, y no siempre coincide con la definición del Diccionario de la Real Academia Española. En términos generales, el delito de rebelión es más grave que el delito de sedición, ya sea porque en el primero se utiliza la violencia, o las armas, y en el segundo no, o porque en el primero se intenta derrocar a los poderes del Estado y en el segundo no. En ambos casos se trata de actos colectivos que exceden el derecho a protestar o peticionar colectivamente ante el Estado, aunque en muchos casos el límite entre la sedición y la protesta social es incierto.
El delito de sedición fue concebido para proteger al Estado antes de que existieran las democracias modernas. A partir de la generalización de la democracia en el siglo XX, el delito de sedición casi no ha sido aplicado, siendo reducido a una mínima expresión ante el reconocimiento del derecho a protestar colectivamente.

## Historia
La sedición, como término moderno, apareció en un documento de la época isabelina fechado aproximadamente en 1590 y conservado en los Archivos Nacionales del Reino Unido. Titulado An advertisement touching sedicious writings («Una advertencia sobre escritos sediciosos»), se refiere al hecho de «incitar al desafecto hacia el Estado o la autoridad constituida por medio de las palabras o escritos». En una época en la que muchos consideraban al Estado protestante como una construcción sospechosa y violenta, la doctrina de la sedición fue pensada como una herramienta gubernamental para reprimir a sus oponentes ideológicos. La sedición complementaba la traición y la ley marcial: mientras la noción de traición servía para controlar principalmente a los estamentos privilegiados, oponentes eclesiásticos, curas, jesuitas, así como a algunos 'comunes', y la ley marcial para aterrorizar al pueblo llano, la noción de sedición servía para asustar a los intelectuales.

### España
El artículo 544 del Código Penal de España, en su Libro II, Delitos y sus penas, Título XXII, Delitos contra el orden público, estableció en 1995 que:

Son reos de sedición los que, sin estar comprendidos en el delito de rebelión, se alcen pública y tumultuariamente para impedir, por la fuerza o fuera de las vías legales, la aplicación de las Leyes o a cualquier autoridad, corporación oficial o funcionario público, el legítimo ejercicio de sus funciones o el cumplimiento de sus acuerdos, o de las resoluciones administrativas o judiciales.
Artículo 544

1. Los que hubieren inducido, sostenido o dirigido la sedición o aparecieren en ella como sus principales autores, serán castigados con la pena de prisión de ocho a diez años, y con la de diez a quince años, si fueran personas constituidas en autoridad. En ambos casos se impondrá, además, la inhabilitación absoluta por el mismo tiempo. 

2. Fuera de estos casos, se impondrá la pena de cuatro a ocho años de prisión, y la de inhabilitación especial para empleo o cargo público por tiempo de cuatro a ocho años.
Artículo 545

Tras quedar aprobada por las Cortes Generales, la Ley Orgánica 14/2022 publicada en el Boletín Oficial del Estado (BOE) el 23 de diciembre de 2022 eliminó el artículo 544 que recogía el delito de sedición. Creó uno nuevo de desórdenes públicos agravados en el artículo 557, donde las penas equiparables al tipo derogado van de los 3 a 5 años de cárcel y 6 a 8 de inhabilitación cuando los hechos descritos «se cometan por una multitud cuyo número, organización y propósito sean idóneos para afectar gravemente el orden público».

### Estados Unidos
En los Estados Unidos se tienen ejemplos, como la ley de sedición y de los extranjeros. En Australia, la ley de sedición fue agregada a la legislación antiterrorista, la cual se aprobó en diciembre de 2005, actualizando sus definiciones e incrementando sus sanciones. Sin embargo el término "sedición" fue remplazado por "incitación a la violencia" en 2010.
En 1981, Oscar López Rivera, un nacionalista de Puerto Rico y veterano de la guerra de Vietnam, fue declarado culpable y condenado a 70 años de prisión por conspiración sediciosa y otros delitos. Fue uno de los 16 nacionalistas puertorriqueños a quien se les ofreció un indulto condicional por el presidente de los Estados Unidos, Bill Clinton, en 1999, pero él rechazó la oferta. Su hermana, Zenaida López, dijo que su hermano rechazó la oferta debido a que la libertad condicional ofrecida sería como estar en "prisión fuera de la cárcel". López Rivera es el preso político que más tiempo ha estado encarcelado en la historia de Puerto Rico, los Estados Unidos y en el mundo". Ha estado encarcelado durante 32 años.
En el estado de Nuevo México (Estados Unidos de América) una mujer fue investigada en septiembre de 2005 por sedición después de escribir una carta a un editor local de un periódico criticando el gobierno. El incidente fue investigado por el Sindicato para las Libertades Civiles en América ACLU, y luego de apoyar la defensa del caso, la imputada fue exonerada de los cargos.

### Australia
Las leyes de sedición de Australia fueron enmendadas en la legislación antiterrorista aprobada el 6 de diciembre de 2005, actualizando las definiciones y aumentando las penas.

A finales de 2006, el Gobierno de la Commonwealth, encabezado por el primer ministro John Howard, propuso planes para enmendar la Ley de Crímenes de Australia de 1914, que introducía leyes que significan que los artistas y escritores podrían ser encarcelados por hasta siete años si su trabajo se considera sedicioso o inspirador de sedición, deliberada o accidentalmente.  Quienes se oponen a estas leyes han sugerido que podrían utilizarse contra la disidencia legítima.
En 2006, el entonces fiscal general australiano Philip Ruddock había rechazado los llamamientos de dos informes, de un comité del Senado y de la Comisión de Reforma Legislativa de Australia, para limitar las disposiciones sobre sedición de la Ley Antiterrorista de 2005 al exigir una prueba de la intención de causar desafección o violencia. También había hecho caso omiso de las recomendaciones de recortar las nuevas cláusulas que prohíben la "conducta instigadora" que "ayude" a una "organización o país involucrado en hostilidades armadas" contra el ejército australiano.

Las nuevas leyes, incorporadas en la legislación de diciembre de 2005, permiten la penalización de las expresiones básicas de oposición política, incluido el apoyo a la resistencia a las intervenciones militares australianas, como las de Afganistán, Irak y la región de Asia y el Pacífico.
Estas leyes fueron enmendadas en Australia el 19 de septiembre de 2011. Las cláusulas de "sedición" fueron derogadas y reemplazadas por "instigación a la violencia".

### Canadá
En Canadá, la sedición, que incluye pronunciar palabras sediciosas, publicar un libelo sedicioso y ser parte en una conspiración sediciosa, es un delito procesable, cuyo castigo máximo es de catorce años de prisión.
Durante la Segunda Guerra Mundial, el exalcalde de Montreal Camillien Houde hizo campaña contra el servicio militar obligatorio en Canadá . El 2 de agosto de 1940, Houde instó públicamente a los hombres de Quebec a ignorar la Ley de Registro Nacional. Tres días después, fue arrestado por la Real Policía Montada de Canadá por cargos de sedición. Después de ser declarado culpable, fue confinado en campos de internamiento en Petawawa, Ontario, Gagetown y Nuevo Brunswick, hasta 1944. Tras su liberación el 18 de agosto de 1944, fue recibido por una multitud de 50.000 habitantes de Montreal y recuperó su puesto como alcalde de Montreal en las elecciones de 1944.

### Colombia
En Colombia, donde la guerra subversiva ha durado más de 40 años, el delito de sedición se define como la obstrucción temporal al régimen constitucional o legal vigente mediante el empleo de las armas. Teniendo lugar dichos actos durante un combate, siempre que no constituya ferocidad, barbarie o terrorismo, la pena puede ser excluida.

### Hong Kong
Una Ordenanza sobre Sedición había existido en el territorio desde 1970, que posteriormente se consolidó en la Ordenanza sobre Delitos en 1972 Según la Ordenanza sobre el delito, una intención sediciosa es la intención de provocar el odio o el desprecio o provocar el descontento contra la persona del gobierno, para incitar a los habitantes de Hong Kong a intentar conseguir la alteración, de otra manera que por medios legales, de cualquier otro asunto en Hong Kong según lo establecido por la ley, para generar odio o desprecio o suscitar el descontento contra la administración de justicia en Hong Kong, para generar descontento o desafección entre los habitantes de Hong Kong, para promover sentimientos de mala voluntad y enemistad entre diferentes clases de la población de Hong Kong, para incitar a las personas a la violencia, o para aconsejar la desobediencia a la ley o cualquier orden legal.
El artículo 23 de la Ley fundamental exige que la región administrativa especial promulgue leyes que prohíban cualquier acto de traición, secesión, sedición o subversión contra el Gobierno Popular Central de la República Popular China. El proyecto de ley de seguridad nacional (disposiciones legislativas) se presentó a principios de 2003 para reemplazar las leyes existentes sobre traición y sedición, e introducir nuevas leyes para prohibir los actos secesionistas y subversivos y el robo de secretos de estado, y para prohibir el establecimiento de organizaciones políticas. lazos en el extranjero. El proyecto de ley fue archivado tras la oposición masiva del público.

### Argentina
El Código Penal Argentino define el delito de sedición en su Artículo 229. Se califica de esa forma al comportamiento de un grupo de personas que se “armaren una provincia contra otra, se alzaren en armas para cambiar la Constitución local, deponer alguno de los poderes públicos de una provincia o territorio federal, arrancarle alguna medida o concesión o impedir, aunque sea temporalmente, el libre ejercicio de sus facultades legales o su formación o renovación en los términos y formas establecidas en la ley”. La pena es de uno a seis años de prisión.